# Alliance Ethnik
Alliance Ethnik war eine französische Rap-Band. 

## Geschichte
Die Band entstand auf Initiative von Kamel Houairi. Dieser suchte vier weitere Kinder aus Immigrantenfamilien und nahm mit diesen eine Demo-CD auf, welche ihnen zu einem Vertrag mit einer Agentur verhalf. Diese setzte sie als Vorgruppe für IAM in Paris ein. Danach bekam die Band einen Plattenvertrag. 
1995 erschien das Album Simple et funky. Respect, die erste Single-Auskopplung stieg international in die Charts ein. 1996 bekam die Band den französischen Musikpreis Victoires de la Musique als beste neue Band. 1999 erschien das Dancefloor-Album Fat Comeback, auf dem Youssou N’Dour und De La Soul als Gäste zu hören waren. Nach diesem Album wurde es still um die Band. 2002 wurde bekannt, dass die Band sich aufgelöst hat.

## Diskografie

### Studioalben
| Jahr | Titel           | Höchstplatzierung, Gesamtwochen, AuszeichnungChartplatzierungen (Jahr, Titel, Platzierungen, Wochen, Auszeichnungen, Anmerkungen) | Höchstplatzierung, Gesamtwochen, AuszeichnungChartplatzierungen (Jahr, Titel, Platzierungen, Wochen, Auszeichnungen, Anmerkungen) | Höchstplatzierung, Gesamtwochen, AuszeichnungChartplatzierungen (Jahr, Titel, Platzierungen, Wochen, Auszeichnungen, Anmerkungen) | Höchstplatzierung, Gesamtwochen, AuszeichnungChartplatzierungen (Jahr, Titel, Platzierungen, Wochen, Auszeichnungen, Anmerkungen) | Höchstplatzierung, Gesamtwochen, AuszeichnungChartplatzierungen (Jahr, Titel, Platzierungen, Wochen, Auszeichnungen, Anmerkungen) | Anmerkungen                       |
| Jahr | Titel           | DE | AT | CH | UK | FR | Anmerkungen                       |
| ---- | --------------- | --- | --- | --- | --- | --- | --------------------------------- |
| 1995 | Simple et Funky | DE85 (4 Wo.)DE | — | CH19 (24 Wo.)CH | — | FR— PlatinFR | Erstveröffentlichung: März 1995   |
| 1999 | Fat Come Back   | — | — | CH37 (8 Wo.)CH | — | FR25 (5 Wo.)FR | Erstveröffentlichung: Januar 1999 |

Kompilationen
- 2002: Best Of

### Singles
| Jahr | Titel Album                         | Höchstplatzierung, Gesamtwochen, AuszeichnungChartplatzierungen (Jahr, Titel, Album, Platzierungen, Wochen, Auszeichnungen, Anmerkungen) | Höchstplatzierung, Gesamtwochen, AuszeichnungChartplatzierungen (Jahr, Titel, Album, Platzierungen, Wochen, Auszeichnungen, Anmerkungen) | Höchstplatzierung, Gesamtwochen, AuszeichnungChartplatzierungen (Jahr, Titel, Album, Platzierungen, Wochen, Auszeichnungen, Anmerkungen) | Höchstplatzierung, Gesamtwochen, AuszeichnungChartplatzierungen (Jahr, Titel, Album, Platzierungen, Wochen, Auszeichnungen, Anmerkungen) | Höchstplatzierung, Gesamtwochen, AuszeichnungChartplatzierungen (Jahr, Titel, Album, Platzierungen, Wochen, Auszeichnungen, Anmerkungen) | Anmerkungen                        |
| Jahr | Titel Album                         | DE | AT | CH | UK | FR | Anmerkungen                        |
| ---- | ----------------------------------- | --- | --- | --- | --- | --- | ---------------------------------- |
| 1995 | Respect Simple et Funky             | DE73 (6 Wo.)DE | AT25 (4 Wo.)AT | — | UK95 (1 Wo.)UK | FR2 Platin · (33 Wo.)FR | Erstveröffentlichung: Januar 1995  |
| 1995 | Simple et Funky                     | — | — | — | — | FR3 Platin · (20 Wo.)FR | Erstveröffentlichung: Juni 1995    |
| 1995 | Honesty et jalousie Simple et Funky | — | — | — | — | FR5 Gold · (19 Wo.)FR | Erstveröffentlichung: Oktober 1995 |
| 1999 | Fat Come Back                       | — | — | — | — | FR22 (13 Wo.)FR | Erstveröffentlichung: Januar 1999  |
| 1999 | 5 heures du mat Fat Come Back       | — | — | — | — | FR64 (10 Wo.)FR | Erstveröffentlichung: April 1999   |
| 1999 | No Limites Fat Come Back            | — | — | — | — | FR25 (19 Wo.)FR | Erstveröffentlichung: Juli 1999    |